# Распространение македонского языка в мире

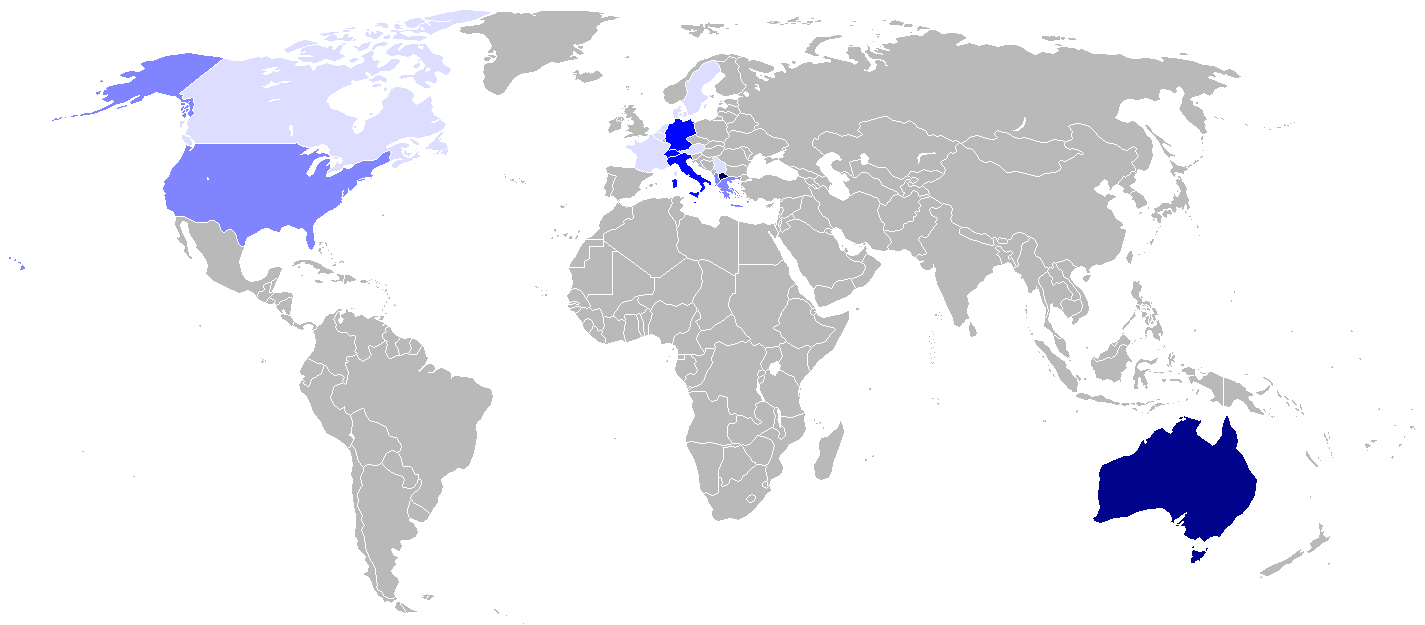
Распространение македонского языка в мире:
официальный язык, около 2 млн говорящих — Северная Македония;
около 70 тыс. говорящих — Австралия;
более 50 тыс. говорящих — Германия, Италия, Швейцария;
более 20 тыс. говорящих — Албания, Греция, США;
более 10 тыс. говорящих — Австрия, Бельгия, Дания, Канада, Нидерланды, Сербия, Франция, Швеция;
менее 10 тыс. говорящих — остальные страны

Основная область распространения македонского языка — государство Северная Македония, в котором, согласно переписи 2002 года, 1 344,8 тыс. жителей указали македонский в качестве родного языка, а остальные из 2 022,5 тыс. жителей в той или иной степени владеют македонским как вторым языком. Всего в мире, по данным справочника языков мира Ethnologue, число носителей македонского языка (как родного) составляет порядка 1 476,5 тыс. человек (2016). По оценкам лингвиста В. Фридмана, общая численность говорящих на македонском в мире определяется в пределах от 2—2,5 млн человек (1985) до 2—3,5 млн человек (2001).
Македонский язык представлен во многих странах Европы, а также в странах Северной Америки и в Австралии. Выделяется основной ареал македонского языка — историческая область Македония на Балканском полуострове, где славяне живут с VI века, и регионы, в которых македонский язык появился сравнительно недавно. Наряду с территорией государства Северная Македония к исторической области Македония относят также территории на севере Греции и отчасти в Юго-Западной Болгарии и Юго-Восточной Албании. К остальным регионам относятся Сербия, Черногория и Хорватия (вместе с этими странами Северная Македония некогда входила в общее Югославское государство); США, Канада и Австралия (в которых на македонском говорят в основном потомки переселенцев XIX века); страны Западной Европы — Германия, Италия, Швейцария, Австрия, Швеция и другие (в которых растёт в настоящее время численность македоноязычных жителей в связи с трудовой миграцией); страны Восточной Европы и республики бывшего СССР (в которые часть греческих македонцев переселилась после гражданской войны в Греции 1946—1949 годов).

## Область Македония

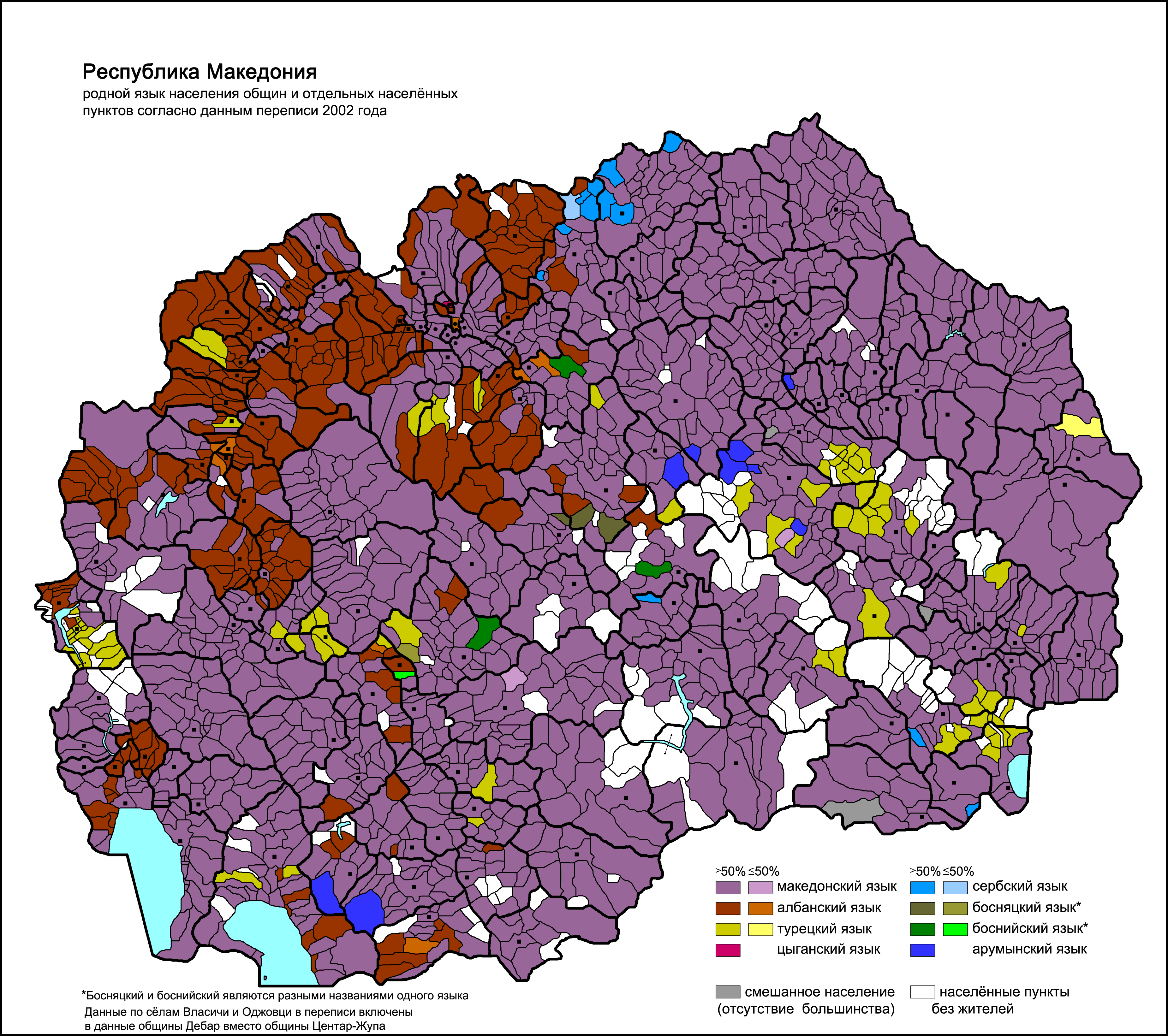
Распространение языков среди населения Северной Македонии по данным переписи 2002 года

Исторический ареал македонского языка, в котором он формировался со времени расселения славян на Балканах, охватывал до начала XX века всю историко-географическую область Македонию. Эта область включает Вардарскую Македонию — территорию современной Северной Македонии и приграничные с ней районы Албании, Греческую Македонию (на севере Греции) и Пиринскую Македонию — на юго-западе Болгарии. В настоящее время македонский язык преобладает только в Вардарской Македонии на территории Северной Македонии (исключая её северо-западные районы). Носители македонских диалектов в Болгарии имеют теперь преимущественно болгарское этническое и языковое самосознание, а в Греции число говорящих на македонском языке в силу исторических событий и политики греческих властей в XX веке снизилось до незначительной величины.
В Северной Македонии, согласно переписи 2002 года, из 2 022,5 тыс. жителей Македонии 1 344,8 тыс. указали в качестве родного языка македонский, в том числе в столице государства Скопье — 341,34 тыс. Численность этнических македонцев при этом составила 1 298 тыс. человек. Носители македонского языка согласно данным переписи представляют большинство населения во всех районах Северной Македония, кроме северо-западной части страны, в которой численно преобладают албаноязычные жители. Помимо славян-македонцев македонским в разной степени владеют в стране албанцы, сербы, цыгане, турки, влахи (арумыны) и другие народы.

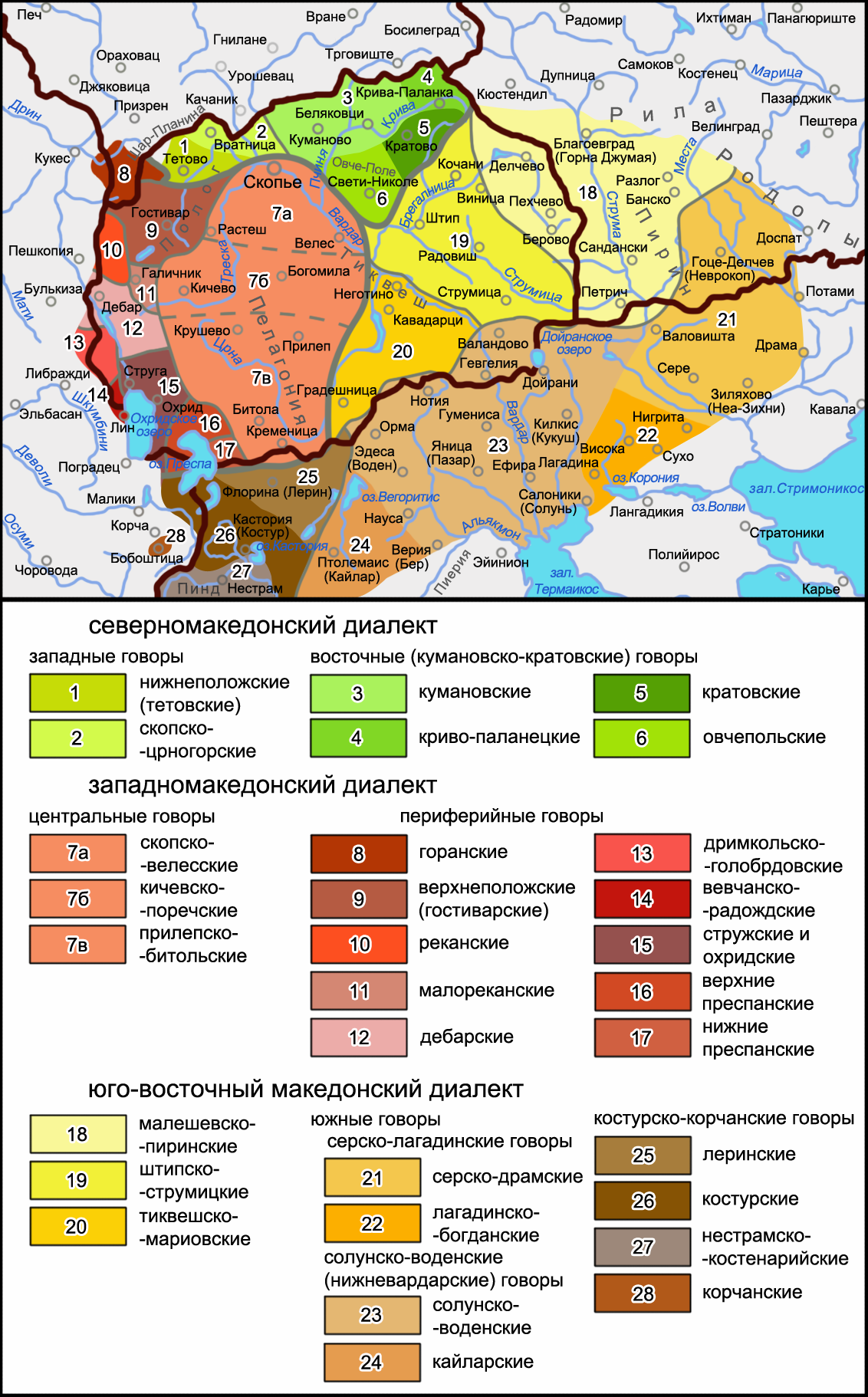
Область распространения македонских диалектов на территории Болгарии, Греции, Албании, Косова и Северной Македонии

В Албании, Греции и Болгарии отмечаются значительные расхождения в результатах переписей и оценочных данных по числу македонцев и говорящих на македонском языке. Так, численность македонцев в Албании по разным оценкам составляет 120—350 тыс. человек, в Греции — 200—250 тыс., в Болгарии — 250 тыс. По официальным статистическим данным численность владеющих македонским языком в Албании составляет 4 443 человека (2011), в Болгарии — 1 404 человека (2011). В Греции официальная статистика по национальной принадлежности и родному языку отсутствует. В начале XX века (до Балканских войн) численность славян в греческой области Македония составляла 350 тыс. человек (включая около 41 тыс. славян-мусульман). В результате обмена населением, проведённого в 1923 году, и после миграций, вызванных гражданской войной в Греции в 1946—1949 годах, по данным переписи 1951 года, в Греции оставалось около 250 тыс. «славяноязычных греков». Приблизительное число говорящих на македонском языке в Греции в 2000-х годах, по разным источникам, оценивалось в пределах от 10 до 200 тыс. человек:
- 10—50 тыс. (по данным Доклада о положении с правами человека в странах мира, 2001)[18];
- 80—120 тыс. (по данным немецкого лингвиста Х. Хаарманна, 2002)[19];
- до 200 тыс. (по данным, изложенным в работе российского лингвиста Р. П. Усиковой, включающим численность всех греческих македонцев вне зависимости от владения македонским языком, 2005)[20].

В Албании македоноязычное население проживает в основном в восточных районах страны, на границе Албании с Македонией, наибольшее число носителей македонского населяет область Корчу. В Болгарии говорящие на македонском населяют юго-западные районы страны, прежде всего Благоевградскую область. В Греции македоноязычное население сосредоточено в северных районах страны — это прежде всего номы в административной области (периферии) Центральная Македония: Пелла, Фессалоники, частично Килкис (южная часть), Иматия (северная часть), Серре (несколько сёл); в периферии Западная Македония: Лерин (Флорина), Кастория, частично Козани (северо-западная часть); в периферии Эпир: Янина (несколько сёл).
Часть греческих македонцев после гражданской войны 1946—1949 годов переселилась в страны Восточной Европы и республики бывшего СССР. Около 40 000 македонцев с 1946 по 1949 годы вместе с другими политическими беженцами из греческой области Македония эмигрировали в страны Восточной Европы (в Албанию, Румынию, Венгрию, Чехословакию, Польшу) и в Советский Союз (в Узбекистан). Часть греческих славян Македонии уехала в Австралию, в США и Канаду. В 1970-е годы отмечалось возвращение македонцев из эмиграции на историческую родину, часть из македонцев возвращалась не в греческую, а в югославскую Македонию.
Численность носителей македонского языка в Республике Северная Македония и в странах, части территории которых образуют историческую область Македония:
| государство        | численность (тыс. чел.) | численность (тыс. чел.) | численность (тыс. чел.) | численность (тыс. чел.) |
| государство        | данные переписи         | год переписи/ источник  | оценка                  | год оценки/ источник    |
| ------------------ | ----------------------- | ----------------------- | ----------------------- | ----------------------- |
| Северная Македония | 1 344,815               | 2002                    | 2 022,500               | 2002                    |
| Греция             | —                       | —                       | 40,000                  | 2004                    |
| Албания            | 4,443                   | 2011                    | 30,000                  | 2011                    |
| Болгария           | 1,404                   | 2011                    | 250,000                 | 2005                    |

## Страны бывшей Югославии
В странах бывшей Югославии жители, говорящие на македонском языке, как правило, не образуют районов с компактным расселением. Исключение составляет ареал этнической группы горанцев, представители которой населяют юго-западные районы сербского автономного края Косово и Метохия, фактически являющегося независимым частично признанным государством Республика Косово, и соседние с ними районы Албании. Как часть македонской языковой территории ареал горанских говоров определяется в основном лингвистами Македонии, в частности, Б. Видоеским. В Сербии и Хорватии (Д. Брозович, П. Ивич) горанские говоры чаще всего относят к сербохорватскому диалектному ареалу. Болгарские лингвисты включают говоры горанцев в западноболгарский диалектный ареал. Сами горанцы не имеют устойчивого этнического и языкового самосознания — во время переписи 2011 года в Косове свой язык горанцы называли как горанским (нашинским), так и сербским и боснийским. Всего в косовской части региона Гора, по данным переписи, численность горанцев составила 10 265 человек. В Сербии численность горанцев составила 7 767 человек (2011). Кроме того, македонцы представляют значительную часть населения в нескольких сёлах Воеводины — Дужине, Пландиште и Ябука. Всего в Сербии 12 706 говорящих на македонском, численность же этнических македонцев — 22 755 человек.
Общая численность носителей македонского языка в остальных республиках бывшей Югославии пор данным переписей и оценок составляет чуть более 10 000 человек. В Хорватии насчитывается 3 519 говорящих на македонском (2011). В Словении в 1991 году численность владеющих македонским составляла 4 525 человек, по данным 2002 года — 4 760 человек. В Черногории проживает самая малочисленная группа македоноязычных жителей, насчитывающая 569 человек (2011).
В Боснии и Герцеговине большинство македонцев живёт в городах Сараево и Баня-Лука, точных данных о числе македонцев и носителях македонского языка в настоящее время нет. По данным югославской переписи 1991 года в Боснии и Герцеговине проживало 1 950 македонцев.
Численность носителей македонского языка в странах бывшей Югославии:
| государство          | численность (тыс. чел.) | численность (тыс. чел.) | численность (тыс. чел.) | численность (тыс. чел.) |
| государство          | данные переписи         | год переписи/ источник  | оценка                  | год оценки/ источник    |
| -------------------- | ----------------------- | ----------------------- | ----------------------- | ----------------------- |
| Сербия               | 12,706                  | 2011                    | 22,755                  | 2011                    |
| Словения             | 4,760                   | 2002                    | —                       | —                       |
| Хорватия             | 3,519                   | 2011                    | —                       | —                       |
| Босния и Герцеговина | —                       | —                       | 1,950                   | 1991                    |
| Черногория           | 0,529                   | 2011                    | —                       | —                       |

## Северная и Западная Европа
Македонский язык распространён как родной или второй язык среди македонских иммигрантов и их потомков в странах Западной Европы — в Германия, Швейцария, Италия и других. По данным Министерства иностранных дел Македонии 2008 года, в странах Западной, Юго-западной и Северной Европы общая численность македонцев составила 284,6 тыс. человек (больше всего, 75—85 тыс. — в Германии, 63 тыс. — в Швейцарии, 50 тыс. — в Италии, 12—15 тыс. — в Швеции).
Численность носителей македонского языка в странах Северной и Западной Европы:
| государство    | численность (тыс. чел.) | численность (тыс. чел.) | численность (тыс. чел.) | численность (тыс. чел.) |
| государство    | данные переписи         | год переписи/ источник  | оценка                  | год оценки/ источник    |
| -------------- | ----------------------- | ----------------------- | ----------------------- | ----------------------- |
| Германия       | —                       | —                       | 62,295— —85,000         | 2006 2008               |
| Италия         | —                       | —                       | 50,000— —73,407         | 2008 2011               |
| Швейцария      | 6,415                   | 2000                    | 63,100                  | 2008                    |
| Австрия        | 5,145                   | 2001                    | 10,000— —15,000         | 2008                    |
| Швеция         | —                       | —                       | 5,376— —13,500          | 2012 2006               |
| Бельгия        | —                       | —                       | 7,325— —12,000          | 2012 2006               |
| Нидерланды     | —                       | —                       | 12,500                  | 2006                    |
| Дания          | —                       | —                       | 12,000                  | 2006                    |
| Франция        | —                       | —                       | 12,000                  | 2006                    |
| Великобритания | —                       | —                       | 9,500                   | 2006                    |
| Норвегия       | —                       | —                       | 0,715— —2,000           | 2002 2008               |

## Северная Америка

Расселение носителей македонского языка в США (2000)

Македонский язык распространён как родной или второй язык среди македонских иммигрантов и их потомков в США и Канаде. По данным Министерства иностранных дел Македонии 2008 года, общая численность македонской диаспоры составила в США и Канаде — 350 тыс. человек.
Численность носителей македонского языка в США и Канаде:
| государство | численность (тыс. чел.) | численность (тыс. чел.) | численность (тыс. чел.) | численность (тыс. чел.) |
| государство | данные переписи         | год переписи/ источник  | оценка                  | год оценки/ источник    |
| ----------- | ----------------------- | ----------------------- | ----------------------- | ----------------------- |
| США         | 20,787                  | 2010                    | 200,000                 | 2008                    |
| Канада      | 17,245                  | 2011                    | 150,000                 | 2008                    |

## Австралия и Новая Зеландия

Австралия — второе государство в мире после Македонии по численности населения, владеющего македонским языком (доля жителей македонского происхождения по регионам, 2011)

Македонский язык распространён как родной или второй язык среди македонских иммигрантов и их потомков в Австралии и Новой Зеландии. Наибольшее число носителей македонского языка вне Македонии по данным статистики живёт в Австралии — 68,846 тыс. человек (2011), по оценочным данным это число составляет до 200 тыс. человек. По данным Министерства иностранных дел Македонии 2008 года общая численность македонцев в Австралии и Новой Зеландии — 215 тыс. человек.
Численность носителей македонского языка в Австралии и Новой Зеландии:
| государство    | численность (тыс. чел.) | численность (тыс. чел.) | численность (тыс. чел.) | численность (тыс. чел.) |
| государство    | данные переписи         | год переписи/ источник  | оценка                  | год оценки/ источник    |
| -------------- | ----------------------- | ----------------------- | ----------------------- | ----------------------- |
| Австралия      | 68,846                  | 2011                    | 200,000                 | 2008                    |
| Новая Зеландия | —                       | —                       | 807— —15,000            | 2006 2008               |

## Другие страны
В других странах численность говорящих на македонском незначительна. В частности, в России по данным переписи населения 2010 года численность носителей македонского составляла всего лишь 507 человек. В своё время македоноязычное население было представлено в странах Восточной Европы и республик бывшего СССР, куда часть греческих македонцев переселилась после гражданской войны в Греции 1946—1949 годов. Но в настоящее время численность македонцев в этих странах значительно уменьшилась в силу того, что многие македонцы переехали в югославскую Македонию и частично вернулись в греческую Македонию.
Численность носителей македонского языка в странах Восточной Европы:
| государство | численность (тыс. чел.) | численность (тыс. чел.) | численность (тыс. чел.) | численность (тыс. чел.) |
| государство | данные переписи         | год переписи/ источник  | оценка                  | год оценки/ источник    |
| ----------- | ----------------------- | ----------------------- | ----------------------- | ----------------------- |
| Чехия       | —                       | —                       | 0,533— —2,000           | 2001 2008               |
| Польша      | —                       | —                       | 0,204— —2,000           | 2001 2008               |
| Румыния     | 0,769                   | 2011                    | —                       | —                       |